# Krzysztof Siemion
Krzysztof Siemion (Ratoszyn Pierwszy, 1º febbraio 1966) è un ex sollevatore polacco medagliato olimpico e mondiale che ha gareggiato nella categoria dei pesi massimi leggeri (fino a 82,5/83/85 kg.).
Ha partecipato a tre edizioni dei Giochi Olimpici.

## Carriera
Nel 1988 Krzysztof Siemion partecipò alle Olimpiadi di Seul 1988 nella categoria fino a 82,5 kg., classificandosi al 5º posto finale con 357,5 kg. nel totale.
Ai Campionati europei di Aalborg 1990 ottenne la medaglia di bronzo con 367,5 kg., dietro al sovietico Altymyrat Orazdurdyýew (377,5 kg.) e al bulgaro Kiril Kunev (370 kg.).
Due anni dopo vinse la medaglia d'argento ai Campionati europei di Szekszárd con 367,5 kg. nel totale, battuto dal rappresentante della C.S.I. Ibragim Samadov (370 kg.). Nel corso dello stesso anno prese parte alle Olimpiadi di Barcellona 1992, conquistando la medaglia d'argento con 370 kg. nel totale dietro al greco Pyrros Dīmas, al quale, a parità di risultato finale e di peso corporeo con Siemion, fu assegnata la medaglia d'oro per essere riuscito a raggiungere per primo il totale di 370 kg.
Nel 1993 Siemion vinse la medaglia d'argento ai Campionati europei di Sofia con 372,5 kg. nel totale nella riformata categoria dei pesi massimi leggeri (fino a 83 kg.), battuto dall'ucraino Oleksandr Blyščyk (380 kg.).
Ritornò su un podio internazionale nel 1997, vincendo la medaglia di bronzo ai Campionati mondiali di Chiang Mai con 372,5 kg. nel totale.
Nel 2000 partecipò alle Olimpiadi di Sydney nella categoria dei pesi massimi leggeri, il cui limite nel frattempo era stato innalzato a 85 kg., classificandosi al 4º posto finale con 380 kg. nel totale.